# جيم غريفين
جيم غريفين (بالإنجليزية: Jim Griffin)‏ (1 يناير 1967 في المملكة المتحدة - ) هو مدرب كرة قدم ولاعب كرة قدم بريطاني في مركز الوسط. لعب مع نادي ماذرويل.

## وصلات خارجية
- جيم غريفين على موقع قاعدة بيانات كرة القدم.إي يو (الإنجليزية)